# Necropoli del fondo Scataglini
La Necropoli del fondo Scataglini è una necropoli etrusca afferente la città di Tarquinia nel Lazio, vicino alla Necropoli del Calvario.

## Descrizione
La necropoli, dove trovano oltre 175 tombe, è nota soprattutto per la Tomba degli Anina, tra le più rinomate di Tarquinia.